# Pranaiama

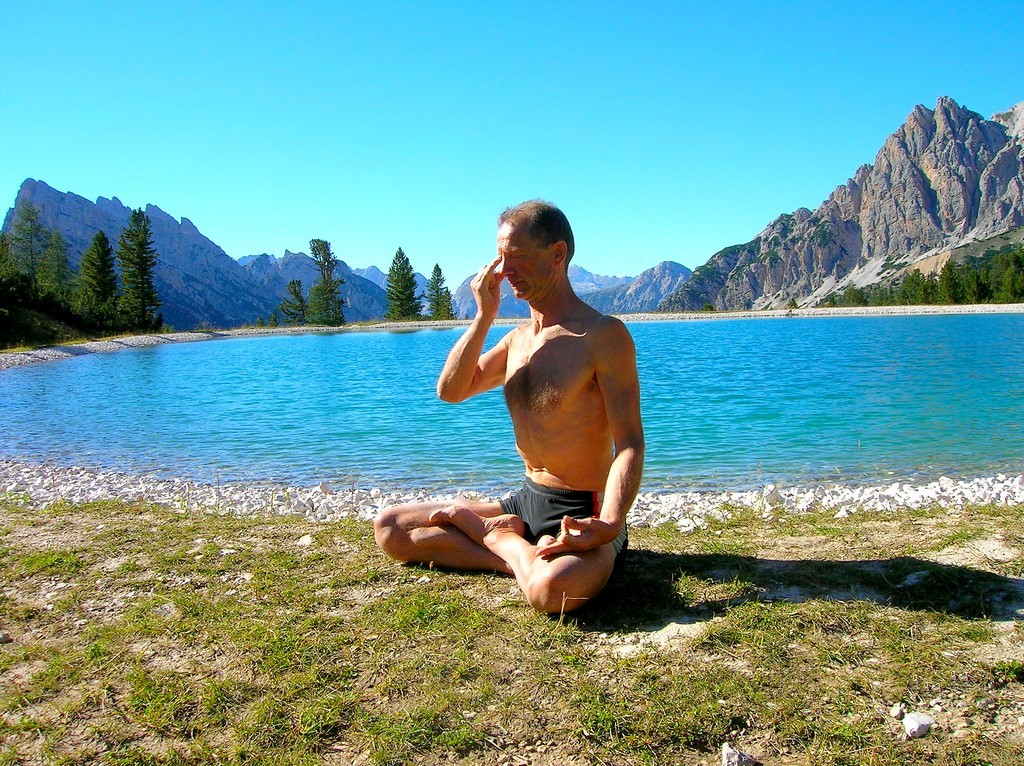
Home fent exercicis Pranayama

Pranaiama o Pranayama (en sànscrit: प्राणायाम prāṇāyāma) són els exercicis respiratoris del ioga que condueixen a la concentració del prana (energia vital continguda en la respiració). Els exercicis de Pranaiama tenen com a finalitat absorbir, dirigir i acumular el prana o energia en el nostre cos. Pranaiama és una paraula sànscrita que significa "extensió del prāṇa o alè" o "extensió de la força de la vida". La paraula es compon de dues paraules en sànscrit: prana, la força vital o energia vital (en especial la respiració), i ayāma, estendre o prolongar.